# Ernestine Jackson
Ernestine Jackson (Corpus Christi, 18 settembre 1942) è un'attrice e cantante statunitense.

## Biografia
È nota soprattutto come interprete di musical a Broadway e nel resto degli Stati Uniti e tra le sue performance più famose si ricordano quelle in: Hello, Dolly! (Broadway, 1964), Show Boat (New York, 1966), Applause (Broadway, 1970), Raisin (Broadway, 1973) e Guys and Dolls (Broadway, 1977), per cui è stata candidata al Tony Award alla miglior attrice protagonista in un musical.

## Filmografia parziale
- Il falò delle vanità (The Bonfire of the Vanities), regia di Brian De Palma (1990)
- West Wing - Tutti gli uomini del Presidente (The West Wing) – serie TV, episodio 4x01 (2002)
- Il colore del crimine (Freedomland), regia di Joe Roth (2006)
- Steam, regia di Kyle Schickner (2007)

## Discografia
Singoli
- 1973 - Songs From "Raisin" (con Joe Morton, split con Ralph Carter)

## Riconoscimenti
- Tony Award
  - 1977 – Candidatura come Miglior attrice protagonista in un musical per Guys and Dolls